# Vilém ze Chartres (dominikán)
Vilém ze Chartres (francouzsky Guillaume de Chartres, † před 1282) byl člen dominikánského řádu, kaplan francouzského krále Ludvíka IX. a autor hagiografického díla o Ludvíkově zbožném životě a zázracích, jež nastaly po jeho smrti. Svým dílem chtěl navázat a doplnit na dílo svého spolubratra Geoffroye z Beaulieu.
Vilém pocházel pravděpodobně ze Chartres a doprovázel svého panovníka jako kaplan na jeho první křížové výpravě, kde s ním sdílel zajetí nevěřících a na výpravě následující byl svědkem králova skonu. Poté putoval se smutným průvodem nesoucím královy ostatky zpět do Francouzského království, kde měly být uloženy po boku předků v tradičním kapetovském pohřebišti v opatství sv. Diviše. Zemřel zřejmě krátce po dokončení svého díla, protože není uveden v seznamu svědků králova kanonizačního procesu v roce 1282.